# José Gabriel del Rosario Brochero
Giuseppe Gabriele del Rosario Brochero, soprannominato Cura Gaucho o Cura Brochero (Santa Rosa de Río Primero, 16 marzo 1840 – Villa del Tránsito, 26 gennaio 1914), è stato un presbitero argentino; è stato beatificato il 14 settembre 2013 e proclamato santo il 16 ottobre 2016 da papa Francesco.

## Biografia
Era il quarto dei dieci figli di Ignazio Brochero e di Patrona Dávila.
Nel 1856 entrò nel Seminario di Nostra Signora di Loreto a Córdoba e due anni dopo frequentò l'Università Nazionale Maggiore di San Carlo, ove conobbe Miguel Juárez Celmán, futuro Presidente dell'Argentina (dal 1886 al 1890), al quale fu legato da forte amicizia. Il 4 novembre 1866 venne ordinato sacerdote e iniziò la sua attività pastorale presso la cattedrale di Córdoba.
Quando nel 1867 scoppiò nella provincia Córdoba, come nella capitale, un'epidemia di colera, José Gabriel fu instancabilmente attivo nel soccorso agli ammalati e nell'assistenza ai moribondi.

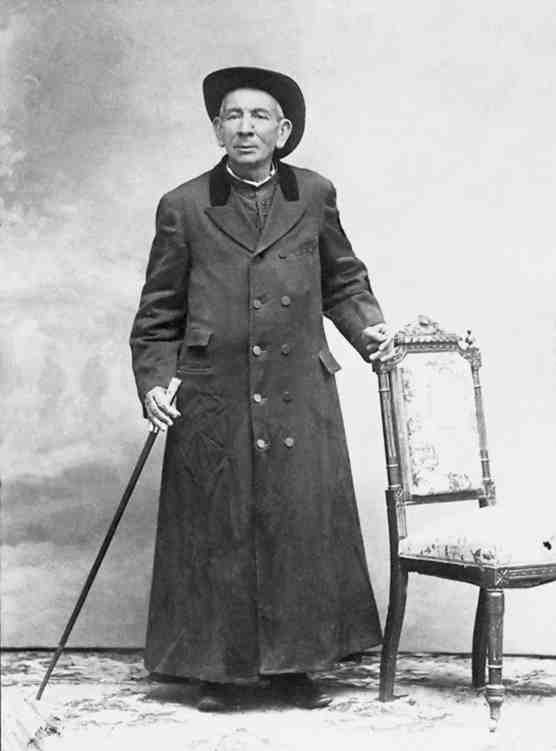
Don Brochero nei suoi ultimi anni di vita

L'anno successivo gli venne affidata la parrocchia di Sant'Alberto, che si estendeva a tutta la Valle di Traslasierra e prese la sua sede nel comune di Villa del Tránsito. Qui si dedicò anima e corpo all'evangelizzazione della popolazione della valle, alla cura degl'infermi ed anche all'organizzazione civile, promuovendo la costruzione di ponti in pietra ed altri manufatti per ottenere un collegamento più rapido con la città di Córdoba.
Morì logorato dalla stanchezza e dalle malattie, in odore di santità, il 24 gennaio del 1914 a Villa del Tránsito.
Nel 1916, in suo onore, la città di Villa del Tránsito prese il nome di Villa Cura Brochero.

## Culto
Nel 1968 si aprì il processo per la sua beatificazione e nel 2004 papa Giovanni Paolo II lo ha dichiarato venerabile.
Il 20 dicembre 2012 papa Benedetto XVI ha firmato il decreto di beatificazione, essendo stata riconosciuta come miracolosa la guarigione di Nicolas Flores, un bambino finito in punto di morte per un incidente stradale subito il 28 settembre 2000; la cerimonia ufficiale è avvenuta il 14 settembre 2013.
Il 21 gennaio 2016 papa Francesco ha firmato il decreto di canonizzazione, dopo che era stata riconosciuta come miracolosa la guarigione di Camila Brusotti, una bambina di nove anni originaria di San Juan, che era stata in coma per 45 giorni a causa delle percosse subite dal patrigno, Pedro Oris, successivamente incarcerato insieme alla madre, Alejandra Ríos. La canonizzazione è avvenuta il 16 ottobre 2016.